# Войсо (озеро)
Войсо (бел. Войса) — озеро в Белоруссии, в Браславском районе Витебской области в бассейне реки Друйка, в 4 км на северо-восток от города Браслав. Относится к группе Браславских озёр и находится на территории Национального парка «Браславские озёра».
Площадь поверхности 4,88 км². Наибольшая глубина 9,1 м. Длина — 3,75 км, наибольшая ширина — 1,6 км. Длина береговой линии 15,2 км. Объём воды 14,16 млн м³. Площадь водосбора 249 км². Высота над уровнем моря — 129,6 м.
Котловина озера вытянута с северо-запада на юго-восток.
Склоны котловины высокие, абразивные, на севере и западе пологие, местами заболоченные. Береговая линия очень извилистая со множеством полуостровов и заливов. В котловине выделяют плёсы: центральный с плоским дном, северный, западный и южный, разделённые островами либо поднятиями. На озере есть четыре острова общей площадью 0,11 км². Наибольшие глубины в центральной части южного плёса. На мелководье дно песчаное, на глубине выслано илом. Растительность около берегов создаёт прерывистую полосу шириной 15—20 м и глубиной 2—4 м.
Войсо соединено протоками с озёрами Неспиш, Струсто и Плутинок.
На северном берегу озера расположена деревня Заречье, на северо-западном — деревня Михеевцы, на западном — деревня Антоновцы, на южном берегу у пролива с озером Неспиш — деревня Муражи.